# Gobiosoma spes
Gobiosoma spes är en fiskart som först beskrevs av Ginsburg, 1939.  Gobiosoma spes ingår i släktet Gobiosoma och familjen smörbultsfiskar. Inga underarter finns listade i Catalogue of Life.